# Ingeborg-Gross-Stiftung
Die Ingeborg-Gross-Stiftung ist eine gemeinnützige Stiftung mit Sitz in Hamburg. Sie hat die Förderung von Wissenschaft und Forschung, der Erziehung und Bildung, der Jugend sowie des Sports zum Ziel.

## Geschichte und Tätigkeit
Die Stiftung wurde am 10. Mai 2019 von Ingeborg Gross (1931–2019) gegründet und trägt den Namen ihrer Stifterin. Ingeborg Gross war Eigentümerin der Schill+Seilacher Unternehmensgruppe, welche sie vor ihrem Tod teilweise auf die Ingeborg-Gross-Stiftung übertrug. Die Stiftung wird geführt von Thilo Pachmann, Thomas Wehrli und Manfred Döring.
Die Stiftung unterstützt verschiedene regionale, überregionale und internationale Institutionen und Projekte, wie zum Beispiel Promotionsstipendien, die Prämierung der besten Masterabschlüsse des Studienfachs Chemie an der Universität Hamburg, die Nachwuchs-Initiative Naturwissenschaft & Technik (NAT), die Hamburger Sportjugend, die Junge Akademie an der Hamburg School of Business Administration (HSBA), Ausrüstung von Schulen oder den Familienlauf des Venedig-Marathons.
Die Stiftung fördert einen Stiftungslehrstuhl an der Technischen Universität Hamburg zum Thema „Angewandte Polymerphysik“, welcher von Franziska Lissel geführt wird. 